# Karlum
Karlum est une commune allemande de l'arrondissement de Frise-du-Nord, Land de Schleswig-Holstein.

## Géographie
|                       | Westre | Ladelund |
| Lexgaard Tinningstedt | Karlum |          |
|                       | Leck   | Achtrup  |

## Source, notes et références
- (de) Cet article est partiellement ou en totalité issu de l’article de Wikipédia en allemand intitulé « Karlum » (voir la liste des auteurs).